# Conyer
Conyer est un village situé dans le Kent, en Angleterre.